# Johan Segers
Johan Segers (sinh 1950) là một đầu bếp người Bỉ.

## Tiểu sử
Ông thành lập nhà hàng riêng của mình 't Fornuis vào năm 1977 tại Antwerp. Nhà hàng đã đạt 1 sao Michelin từ năm 1986. Năm 2008 và 2009, ông là đại sứ của Antwerp Proeft - Taste of Antwerp, lễ hội ẩm thực lớn nhất ở Bỉ (Roger van Damme là người kế nhiệm ông làm đại sứ của lễ hội). Năm 2010, ông được trao giải "Golden Guard Set with Diamonds", một giải thưởng từ Knack Restaurant Guide cho sự nghiệp đặc biệt của mình.
Ông thường xuyên xuất hiện trên kênh nấu ăn Njam!. Năm 2010, ông thực hiện loạt phim "Tot op de graat", trong đó ông chuẩn bị những món ăn từ cá tươi mua ở chợ cá Nieuwpoort. Trong năm 2011, ông tham gia loạt phim "To the bone", trong đó món ăn làm từ thịt lợn là trung tâm.

## Phong cách
Johan Segers là người ủng hộ ẩm thực tự nhiên, trung thực với các nguyên liệu tươi ngon. Nhà hàng của ông luôn có những món đặc biệt hàng ngày. Các món ăn này được thực hiện tùy thuộc vào nguồn cung cấp hàng ngày và theo mùa.

## Sách
- We love Lamb! (2011)
- Tot op de graat (2011)